# Nicholas Herkimer

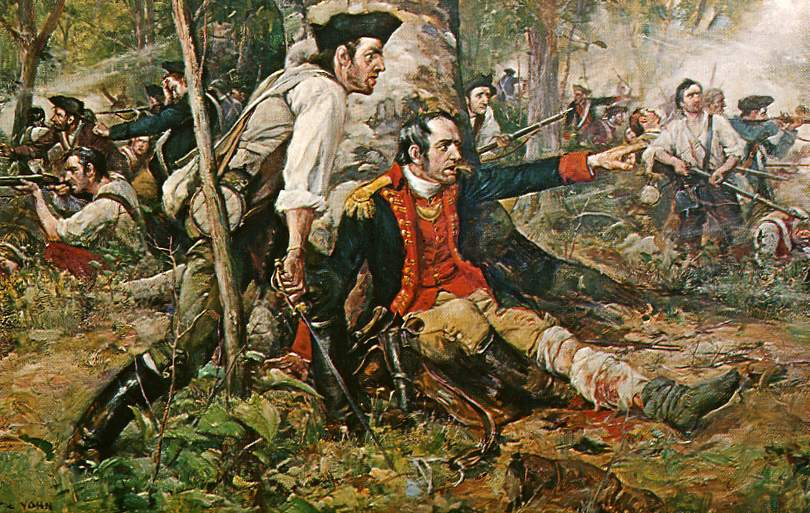
Nicholas Herkimer gibt während der Schlacht von Oriskany, verwundet am Baum sitzend, weiterhin Anweisungen; Bild von Frederick Coffay Yohn (1875–1933)

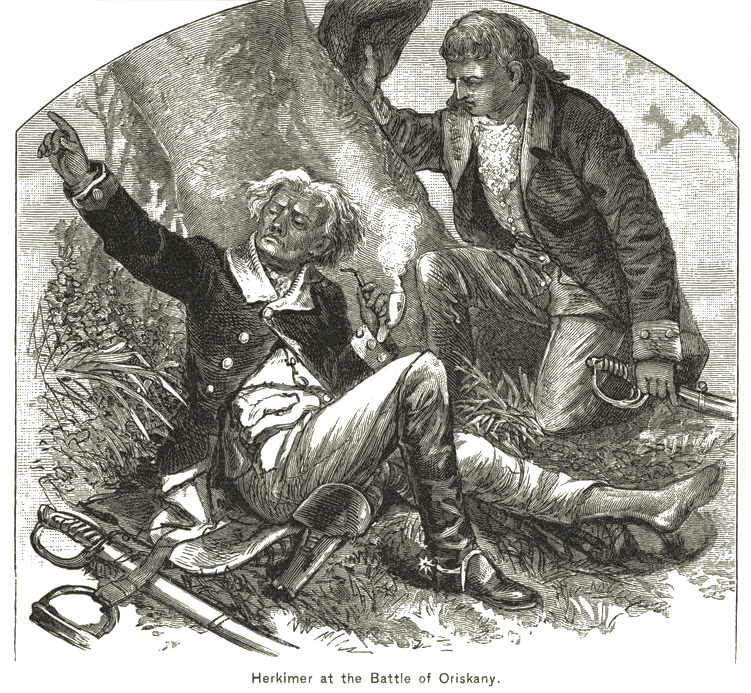
Eine andere Darstellung von Herkimer unterm Baum

Nicholas Herkimer (* um 1728 in German Flatts im Mohawktal; † 16. August 1777 in Danube in der Provinz New York, heute USA) war ein Milizgeneral im Amerikanischen Unabhängigkeitskrieg, der nach der Schlacht von Oriskany an seinen Verwundungen starb.

## Leben und Wirken
Herkimer war der Sohn des kurpfälzischen Auswanderers Hans-Jost Herchheimer aus Sandhausen bei Heidelberg und dessen Ehefrau Anna Catherine Herkimer (Petrie), die im Mohawk-Tal im nördlichen New York, dem heutigen Herkimer County, lebten. Er diente im Franzosen- und Indianerkrieg als Milizhauptmann.

## Amerikanischer Unabhängigkeitskrieg
Im Jahr 1775 saß er dem Sicherheitskomitee des Tryon County vor und wurde Oberst der Countymiliz. Nach der Trennung, bei der sich die Loyalisten unter den Milizangehörigen nach Kanada zurückzogen, wurde er Brigadegeneral der Staatsmiliz. Als er Ende Juli 1777 von der Belagerung von Fort Stanwix im Westen erfuhr, befahl er der Countymiliz, sich bei Fort Dayton zu sammeln.

### Schlacht von Oriskany
Herkimer marschierte mit der Countymiliz 45 km nach Westen, um Fort Stanwix Verstärkung zu bringen. Seine Streitmacht wurde am 6. August durch eine vereinte Streitkraft britischer regulärer Truppen, Loyalisten-Milizen und Mohawk-Indianern in der Schlacht von Oriskany in einen Hinterhalt gelockt. Herkimers Pferd wurde erschossen und er selbst wurde verwundet. Trotz seiner Verletzungen saß er an einen Baum gelehnt und zündete sich seine Tabakspfeife an. Er rief seine Männer zusammen, um einen panischen Rückzug zu verhindern, und als sie sich geordnet zurückzogen, nahmen sie ihn mit sich nach Hause. Sein Bein musste aufgrund der Verletzung amputiert werden. Die Operation verlief jedoch schlecht und er starb am 16. August an seinen Verletzungen.

## Heute
Seine Heimat war dort, wo heute Danube (New York) liegt und ist als staatlicher historischer Park erhalten. Herkimer County wurde nach ihm benannt. Sein Neffe John Herkimer wurde später Mitglied des US-Kongresses.